# مسرشمیت ب‌اف ۱۰۹تی‌ال
مسرشمیت ب‌اف ۱۰۹تی‌ال (به انگلیسی: Messerschmitt Bf 109TL) یک هواگرد ساختِ کارخانهٔ مسرشمیت در کشور آلمان است. نخستین استفاده‌کنندهٔ این هواپیما نیروی هوایی آلمان نازی بوده‌است.